# Vincent Warnier

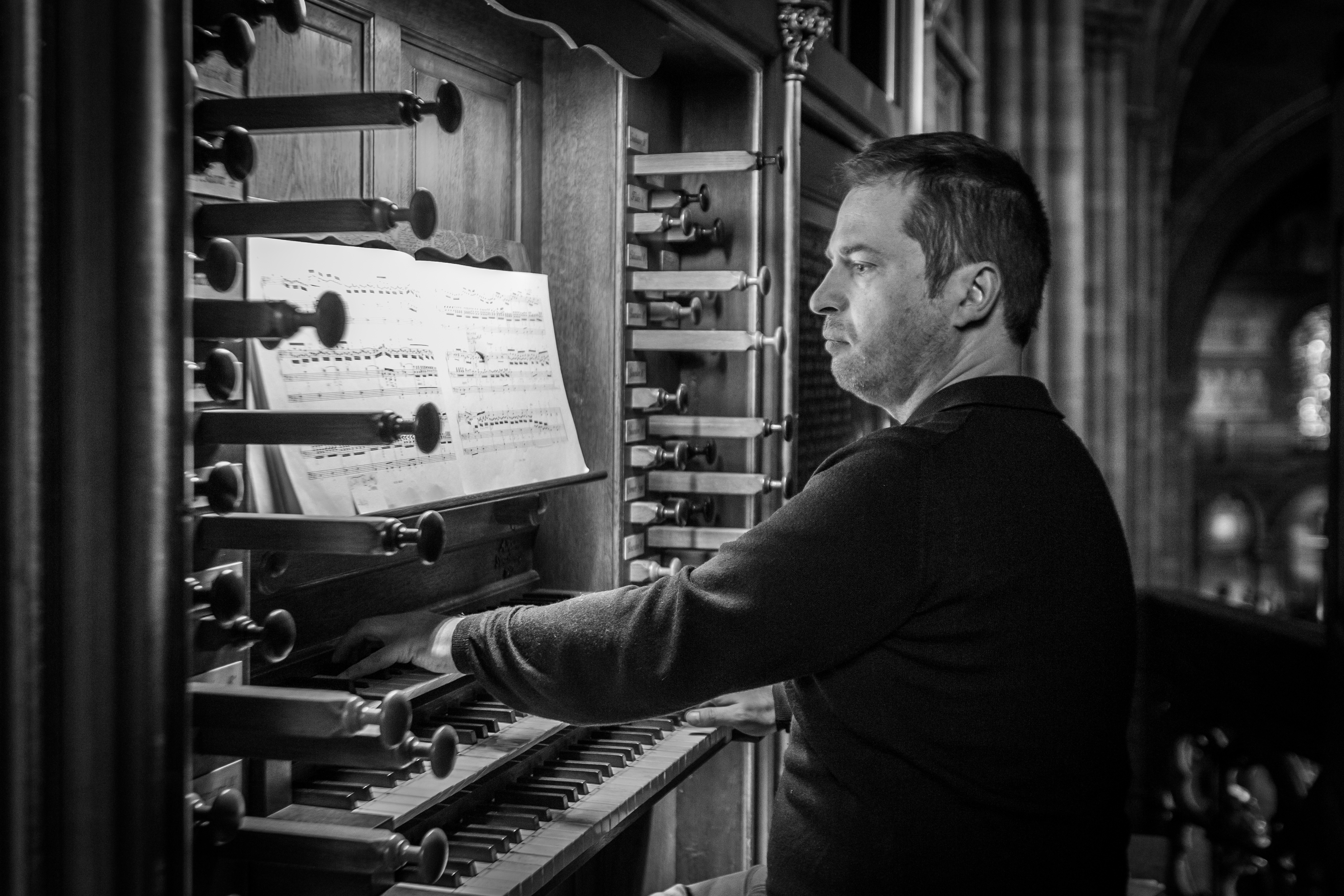
Vincent Warnier in der Straßburger Kathedrale (2015)

 Vincent Warnier (* 14. Oktober 1967 in Hayange) ist ein französischer Organist.

## Leben
Vincent Warnier studierte Musik am Konservatorium in Straßburg (Orgelklasse bei Daniel Roth und André Stricker), am Konservatorium von Rueil-Malmaison (Orgelklasse von Marie-Claire Alain) und am Pariser Konservatorium (zusammen mit Michel Chapuis und Olivier Latry). Hier errang er auch mehrere Preise.
1992 erhielt er den 1. Preis für die Interpretation des Grand Prix de Chartres.
1995 wurde er zum Co-Titularorganisten der Reformierten Kirche der Verkündigung in Paris ernannt. 1997 wurde er Co-Titularorganist in St-Étienne-du-Mont in Paris (neben Thierry Escaich). Im gleichen Jahr folgte er zudem Pierre Camonin an der Théodore-Jacquot-Orgel der Kathedrale von Verdun nach. Er ist zudem Orchestermitglied des Nationalorchesters von Lyon seit September 2013.
Konzertreisen führten ihn nach Japan und in europäische Länder. Als „Associate Professor“ unterrichtet er an der Universität von Poitiers und am Pariser Collège Stanislas. Auch am Lycée Racine in Paris ist er Professor für Musik.
Warnier bestreitet zudem Radioauftritte und wirkt als Kolumnist.

## Diskographie
Vincent Warniers Diskographie umfasst etwa 20 Einspielungen von Barockmusik bis hin zu moderner Literatur. Seit 2002 werden seine Aufnahmen vom Label „Intrada“ veröffentlicht.

### Aufnahmen (Auswahl)
- Autour du concerto de Poulenc. (Intrada, 2006)
- Maurice Duruflé: intégrale de l'œuvre pour orgue. (Intrada, 2007)
- Johann Sebastian Bach; Ultima verba. (Intrada, 2008)
- Johann Sebastian Bach: Toccatas et Fugues. (Intrada, 2011)